# Lauri Porra

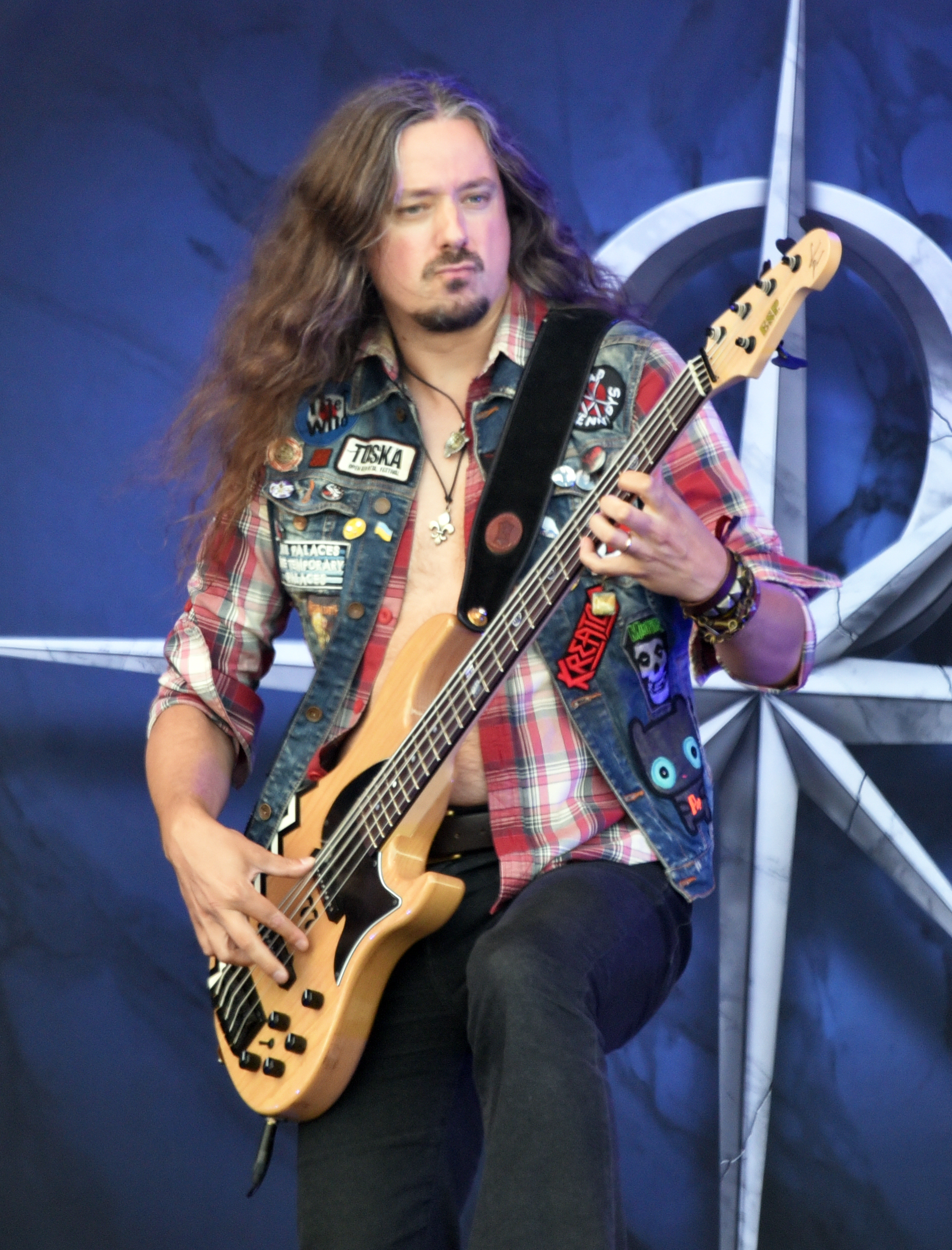
Lauri Porra, 2022

Lauri Porra (* 13. Dezember 1977 in Helsinki) ist ein finnischer Bassist und Komponist. Er ist der Bassist der Power-Metal-Band Stratovarius. Darüber hinaus wirkte er bei anderen Bands wie Kotipelto, Warmen, Tunnelvision, Crazy World und Ben Granfelt Band mit. Oktober 2005 brachte er sein erstes, nach ihm selbst benanntes Soloalbum Lauri Porra heraus. 2018 komponierte er den Soundtrack für die finnische Filmkomödie Heavy Trip. Auch für das Filmdrama Stormskärs Maja, das im Januar 2024 in die finnischen Kinos kam, steuerte er die Musik bei. Der finnische Komponist Jean Sibelius ist sein Urgroßvater, d. h. der Vater von Porras Großmutter.